# Ezio Bosso
Ezio Bosso (Torino, 13 settembre 1971 – Bologna, 14 maggio 2020) è stato un compositore, pianista, contrabbassista e direttore d'orchestra italiano.

## Biografia
Ha vissuto, durante l'infanzia e l'adolescenza, a Torino, in Borgo San Donato, abitando in via Principessa Clotilde; in questa Torino operaia, di immigrazione, raccontava che la sua famiglia era "la sola piemontese di tutto il caseggiato". Si avvicinò alla musica all'età di quattro anni, grazie a una prozia pianista e al fratello musicista. Ha raccontato di aver conosciuto in conservatorio Oscar Giammarinaro, che in seguito divenne il cantante degli Statuto, e per circa un anno e mezzo suonò con questo gruppo con il nome d'arte di Xico, fin quando ne fu cacciato, disse scherzando, "perché producevo troppe note"; con gli Statuto incise l'album di esordio Vacanze (pubblicato dalla Toast Records). 
Del conservatorio ha anche ricordato di aver avuto un docente che spesso urlava ed alzava le mani. Un giorno, durante uno di questi maltrattamenti, entrò un uomo che chiese a Bosso di ripetere l'esercizio, si rivolse al docente e gli disse: "A me sembra molto bravo. Perché grida?"; tale personaggio era il celebre compositore sperimentale John Cage, a cui Bosso avrebbe in seguito dedicato il brano Dreaming tears in a crystal cage. A 16 anni esordì come solista in Francia e incominciò a girare per le orchestre europee. Fu l'incontro con Ludwig Streicher a segnare la svolta della sua carriera artistica, indirizzandolo a studiare composizione e direzione d'orchestra all'Accademia di Vienna.
Nel 2011 subì un intervento per l'asportazione di una neoplasia cerebrale e fu anche colpito da una sindrome autoimmune neuropatica. Le patologie inizialmente non gli impedirono di continuare a suonare, comporre e dirigere. La malattia neurodegenerativa, all'inizio erroneamente indicata dai media come SLA, o comunque una malattia del motoneurone, in realtà una forma grave di neuropatia motoria multifocale, patologia autoimmune, peggiorò poi al punto tale da costringerlo, nel settembre 2019, alla cessazione dell'attività di pianista, avendo compromesso l'uso delle mani. Dalla primavera del 2017 Bosso è stato testimone e ambasciatore internazionale della "Associazione Mozart 14", eredità ufficiale dei princìpi sociali ed educativi del maestro Claudio Abbado, portati avanti dalla figlia Alessandra Abbado. 

### La morte
È deceduto il 14 maggio 2020, all'età di 48 anni, nella sua casa di Bologna, a causa della recidiva del cancro da cui era affetto dal 2011. I funerali si sono svolti in forma strettamente privata, per volere dei familiari; il suo corpo è stato cremato ed è presente una lapide nel Cimitero Monumentale di Torino.
Nel 2022 l’archivio del musicista, direttore d’orchestra e compositore è stato affidato dai familiari alla Fondazione Istituto Piemontese Antonio Gramsci presso il Polo del '900 di Torino.

## Solista e direttore d'orchestra
(Ezio Bosso)
Negli anni novanta ha partecipato a numerosi concerti sulla scena internazionale: Royal Festival Hall, Southbank Centre, Sydney Opera House, Palacio de Bellas Artes di Città del Messico, Teatro Colón di Buenos Aires, Carnegie Hall, Teatro Regio di Torino, Houston Symphony, Auditorium Parco della Musica di Roma, nei quali si è esibito sia come solista sia come direttore o in formazioni da camera. Ha tenuto corsi in Giappone e a Parigi, partecipando alla vita musicale della scena contemporanea di quegli anni con Gérard Caussé, Pierre Yves Artaud e Laura Chislett. 
Ha diretto, tra le altre orchestre: London Symphony, London Strings, Orchestra del Teatro Regio di Torino, Filarmonica '900 e Orchestra dell'Accademia Nazionale di Santa Cecilia, Orchestra del Teatro San Carlo di Napoli, Orchestra Sinfonica Siciliana, Orchestra da Camera di Mantova, Orchestra del Teatro Comunale di Bologna, Orchestra Filarmonica della Fenice di Venezia.
Dal 1º ottobre 2017 al 14 giugno 2018 è stato direttore stabile residente del Teatro Lirico Giuseppe Verdi di Trieste.

## Compositore e interprete
Nel 1988 suona il basso nell'album Vacanze del gruppo mod torinese Statuto. 
La sua musica è stata commissionata o utilizzata da importanti istituzioni operistiche: Wiener Staatsoper, Royal Opera House, New York City Ballet, Théâtre du Châtelet, San Francisco Ballet, Teatro Bolshoij di Mosca; da coreografi come Christopher Wheeldon, Edwaard Lliang o Rafael Bonchela; nel teatro da registi come James Thierrée. 
Bosso ha scritto anche musica da film, lavorando con Gabriele Salvatores per cui compose le colonne sonore di Io non ho paura, Quo vadis, baby? e del più recente Il ragazzo invisibile. 
Visse dividendosi tra Londra, dove ha ricoperto il ruolo di direttore stabile e artistico del The London Strings, e Bologna, ove è stato direttore principale ospite del teatro comunale; non mancava di tornare a Torino, dove collaborava a progetti sociali e divulgativi. 
Nel 2007, scrive la musica per Cappotto di legno, canzone del rapper Lucariello, un brano ispirato alla vicenda dello scrittore Roberto Saviano, minacciato dalla camorra.
Nel 2013 avviò un'intensa collaborazione con il violoncellista Mario Brunello, risultante in un duo pianoforte-violoncello e in una profonda amicizia.
Nel 2014, con la sua Fantasia per violino e orchestra, avviò la sua collaborazione alla testa della London Symphony Orchestra, con Sergej Krylov al violino solista, musicista con il quale nasce un intenso sodalizio. L'anno dopo The Arts News Paper e Penelope Curtis (allora direttrice di Tate Britain) definirono il suo concerto alla Ikon Gallery, all'interno dell'opera 3 Drawing Rooms del suo amico David Tremlett, l'evento artistico dell'anno del Regno Unito. Sempre nel 2015, l'Università Alma Mater di Bologna gli commissionò una composizione dedicata alla Magna Charta delle Università Europee, composizione che contiene il primo inno ufficiale di questa istituzione.
The 12th Room, il suo primo disco da solista, è uscito il 30 ottobre 2015 per EGEA Music. Si esibì con Following a bird, un brano estratto dall'album, durante la seconda serata di Sanremo 2016.

## Riconoscimenti
- Nel 2003 ha vinto il Premio Flaiano d'oro.[26]
- Nel 2004 ha ricevuto la nomination al David di Donatello per le musiche di Io non ho paura.
- Nel 2005 ha vinto il Premio Flaiano d'oro.[26]
- Nel 2006 è stato insignito del Critic and audience choice for best music al Syracuse festival di New York.
- Nel 2010 ha ricevuto il The Green Room Awards, primo non australiano a vincerlo con la sua prima sinfonia, Oceans.[27]
- Nel 2014 gli è stata conferita la cittadinanza onoraria presso il comune di Gualtieri (RE) per la sua vicinanza al loro teatro e il suo supporto durante il terremoto.[28]
- Nell'ottobre 2015 il sindaco di Bologna, Virginio Merola, lo ha insignito del Nettuno d'oro.[29]
- Nel 2015 ha ricevuto la nomination al David di Donatello per le musiche di Il ragazzo invisibile.
- Il 17 maggio 2016 ha ricevuto al Teatro Cilea di Reggio Calabria il Riccio d'Argento della trentesima edizione della rassegna Fatti di Musica di Ruggero Pegna per il Miglior Live dell'anno.[30]
- Il 7 agosto 2016 gli è stata conferita la cittadinanza onoraria del comune di Acireale.[31] per il prestigio conferito come eccellente rappresentante nell'arte musicale in Italia e all'estero attraverso gli studi, l'insegnamento e lo straordinario e prezioso contributo profuso nell'immensa mole di opere scritte.
- Il 20 giugno 2019 ha ricevuto la cittadinanza onoraria di Roma.[32]
- Nel 2019 ha ricevuto il Premio Gratitudine 2019.[33]
- Nel 2019 ha ricevuto il Cremona Musica Award nella categoria “comunicazione”.[34]
- Nel 2020 ha ricevuto la cittadinanza onoraria di Busseto (PR).[35]

## Composizioni
Sono stati mantenuti i titoli originali, prevalentemente in lingua inglese, come citati nel sito ufficiale.

### Sinfonie
- Symphony No.1: “Oceans”
- Symphony No.2: “Under the Trees" Voices
- Symphony No.3: "Four Letters" for string quartet and orchestra
- Symphony No.4: “Alma Mater”
- Little Symphony for a Pair of Glasses for orchestra

### Composizioni per orchestra
- Violin Concerto No.1 “ESOCONCERTO”
- Violin Concerto 1a for Violin, Strings and Timpani
- Violin Concerto No.2
- “Oceans” for Solo Cello and Orchestra (I Version, Only strings)
- Triplo Concerto For Piano, Violin, Cello and Orchestra
- Fantasia for Violin and Orchestra
- Adagio for cello and orchestra
- Divertimento concertante: fl, ob, cl, bsn, orchestra and piano
- Domes Of Freedom for Children Choir, orchestra and Mandolins orchestra
- Angeli 2 for orchestra
- Sea Song 2 Sea Prayer for cello and strings
- Sea Song 3 Waves and Hope for violin, cello and string orchestra
- Sea Song 6 Isles for string orchestra
- Sea Song 8 Fishes speech for 2 violins and strings
- Sea Song 9 sea rain for piano (or violin) and string orchestra
- Before the sea for cello orchestra
- African skies for double bass and strings
- Road Signs Variations for 11 instruments
- Entrance for solo viola, organ trumpet trombone and cello and orchestra
- The Cathedral in the Desert for and sax soprano and strings
- Speed limit, a night ride for string quartet and piano
- All directions for sax, trumpet, trombone, piano, el bass el guit, and strings
- Merge, one harm hug for strings
- Stop never stop the residence for sax, trumpet, trombone, piano, el bass el guitar, and string quartet
- Exit, Run 44 part 2 or sax, trumpet, trombone, piano, el. bass, el. guit, and string quartet
- The way of 1000 and 1 comet (orchestral version)
- African nights for solo bass (Viola or Cello) and String quartet (Also Orchestra)
- African skies for double bass and strings
- Angeli 3 for 2 oboes and strings
- Will and the chance for voice and ensemble
- Andante for piano orchestra choir and live electronic “postcards”
- Indian railway for double bass and winds
- My Thay for string orchestra

### Duo
- Sonata No. 1 For violin and Piano "Unconditioned"
- Sonata for Piano and Cello "The Roots"
- Sonata for Violin and Piano "The Roots"
- Cadenza for violin and bass
- Clouds for violin and piano
- Duet for cello and bass
- Hermanos for guitar and bass
- Sonata (Angels 1) for contralto sax and double bass
- Sonatina for bass and piano
- Grains for cello (viola) and piano
- Sea Song 1 Before the Sea for cello and piano
- Sea Song 4 Anamì for violin and piano
- Introduction a la Patagonie pour contrebasse et percussions
- Following (a Bird) for Violin or cello and Piano
- Sweet and sour for Violin and Piano

### Trii
- Split, postcards from far away for piano trio and live electronics
- Rain, In your Black eyes
- Diversion for piano trio
- The Things That Remain for Piano Trio
- Trio N. 4, Three drawing about missed steps
- The life that i like for double bass, accordeon and piano
- ZeNo for cello, flute and vibraphon
- Round about for viola cello and double bass
- Piano Trio No. 1 "No Man's Land"
- Sunrise on a clear day
- Thunders and lightnings

### Quartetti per archi
- Quartet No. 1 (Medoro’s death)
- Quartet No. 2 Quattordici danze per bambini intorno a un buco for string quartet
- Quartet No. 3 “The way of 1000 and 1 comet” String quartet (AKA Wine Trances)
- Quartet No. 4 "The four letters"
- Quartet No. 5 "Music For The Lodger”
- The sky seen from the moon String quartet
- The last black String quartet
- The Gibigianna String quartet
- Gagarin String quartet
- One way for string quartet
- I was born child... String quartet
- Who cares about the Bluebird tunes, For string quartet
- Merge, one harm hug for string quartet
- New York Suite for saxophone quartet
- Mmm! For double basse, piano, clarinet and percussions
- The woman photographer's game, for string quartet

### Composizioni per un solo strumento
- Sonata No. 1 in G minor (The 12th Room)
- Missing a Part (The Waiting Room G)
- Snow for solo piano
- Smiles for Y for Solo Piano
- Following (a bird) for Solo Piano
- Split, Postcards From Faraway For solo Piano
- Sweet and Bitter for Solo Piano
- Concerto for solo bass
- Mmdu (Humans) for solo bass
- Suite in B minor for solo cello
- Cadenza for solo cello
- Forgotten smiles for solo violin
- Colloqui con se stesso (solo Doublebass)
- AmOx For Solo Bass
- Introduction à la Patagonie for Solo Bass

### Musica vocale
- Cross, an Allelujah for voice and piano quintet
- Laudate for 4 sopranos
- A Lullaby from Shakespeare for choir
- Introduction à la Patagonie pour contrebasse et percussions
- Nine 9 stories about humans and love for voices, 6 cellos and keyboards (lyrics by Pete Smith and E. Bosso)
- Set a place for voice and piano quintet
- Sleep reconciliation for voice and string quartet
- You'll never be lee marvin for voice and string quartet
- Our multiple selves survive for voice and piano quintet
- Sleep reconciliation for voice and string quartet
- I’m not a swan for voice, cello and piano
- Off the handle for voice, violin and piano
- Emily real #15 for actress 2 keyboards and strings and electric guitar (from 15 poems by Emily Dickinson)
- Cappotto di legno (From a text by Roberto Saviano) for rapper, strings and El. bass
- Suite del Regreso for voice Solo
- Air on the first star of the night for soprano and piano trio
- Hommage a Demetrio for double bass and voice
- The Perfect Mood Maker - The Stage London

### Misti
- 6 breaths for 6 (12) cellos and piano
- Sea Song 7 Deep seas for 3 viola 3 cello 2 double basses (8 cellos)
- Scherzo for 4 accordeons
- Fuga for percussions
- Mozart Human Variation for voices and tape
- Bach 855a for Piano, Choir and Strings

### Balletti
- Anima Animus (David Dawson, San Francisco Ballet), 2018
- LandForms (Bonachela, Sydney Dance Company), 2011
- 6 Breaths (Bonachela, Sydney Dance Company), 2010
- We unfold (Bonachela, Sydney Dance Company), 2009
- The Land Of Yes and The Land of No (Bonachela, BDC, Southbank), 2009
- Within the Golden Hour (C. Wheeldon San Francisco Ballet), 2008
- AmOx (R. Bonachela, Saddlers Wells), 2008
- Riapertura (C. Wheeldon, Ballet Boyz, Royal Festival Hall), 2007
- Tenderhook (L. Lorent - Scottish Dance theater), 2007
- Moments (Ballet Boyz, Saddlers Wells), 2006
- The body and the bass (T. Yap, Art council Melbourne), 1998
- The breath of the thramp (R. Castello, Danse scenen Copenaghen), 1997
- Traveller 1995 (T. M. Rotella, Teatro di Dioniso)
- 6 november 1994 (P. Bianchi Agar)
- Flautus 1994 (P. Bianchi Agar)
- Friendship is a Root

### Opere
- Orlando 2002
- Simone e il mago 2000
- Mercuzio 1997
- Alcina 1994

### Teatro
- Io non ho paura, quattordici danze per bambini, Salvatores - Bosso 2003
- Aspettiamo quello simpatico, R. Papaleo 2001
- Moi je s'addresse, C. Galland 2000
- Qoeleth e il cantico dei cantici, D. Riondino 1999
- La confessione biologica, A. Catania 1998
- HStudio su amleto, V. Malosti 1997
- Sogno di una notte di mezza estate, V. Malosti 1996
- A score for Amleth, V. Malosti 1995
- Cuori, V. Malosti 1994
- La stanza di Emily V. Malosti 1994
- Agamemnon, R. Cuocolo 1995
- Nina, V. Malosti 1996
- Percorsi, V. Malosti 1992
- Genio buono vs Genio Cattivo, V. Malosti 1992
- Il mio Giudice, testo di Maria Pia Daniele, regia V. Malosti 1993
- Studio per contrabbasso e ombre, E. Bosso 1995
- Amleth machine, E. Bosso 1992
- Watershakespear, V. Malosti 1991

### Colonne sonore

#### Lungometraggi
- Un amore, regia di Gianluca Maria Tavarelli (1999)
- Qui non è il paradiso, regia di Gianluca Maria Tavarelli (2000)
- Ribelli per caso, regia di Vincenzo Terracciano (2001)
- Io non ho paura, regia di Gabriele Salvatores (2003)
- Quo vadis, baby?, regia di Gabriele Salvatores (2005)
- Rosso come il cielo, regia di Cristiano Bortone (2005)
- Il dolce e l'amaro, regia di Andrea Porporati (2007)
- Il ragazzo invisibile, regia di Gabriele Salvatores (2014)

#### Cortometraggi
- Tre vite perfette 2002
- L'ospite 2002
- Cecchi Gori Cecchi Gori 2001
- Svelarsi al silenzio 1989
- Will and Chance 1998
- Una casa poco solida 1995

#### Film muti
- Voyage au Soleil 1995
- Voyage en Italie 1995
- 62 short movies of Méliès 1995
- Die tolle Lola 1996
- Le voyage dans la lune 1996
- The Man with the Camera 1996
- Ecrin du marajah 2004
- Il diavolo zoppo 2004
- Marriage dans la Lune 2004
- Tango Tangeles 2004
- Voyage sur Jupiter 2004
- The Lodger (1926 Alfred Hitchcock) 2006

Documentari
- Funne - Le Ragazze Che Sognavano Il Mare, regia di Katia Bernardi (2016)
- Marx Può Aspettare, regia di Marco Bellocchio (2021)
- Ezio Bosso: Le Cose Che Restano, regia di Giorgio Verdelli (2021)